# Generalkvartermästarlöjtnant
Generalkvartermästarlöjtnant var tidigare en tjänstegrad i Fortifikationen med överstelöjtnants rang.
Generalkvartermästarlöjtnant var i Sveriges armé ursprungligen beteckningen på befattningen som ställföreträdare till generalkvartermästaren och fanns i denna betydelse sedan den första generalkvartermästaren utsågs 1579. Under 1600-talet kom beteckningen att bli en grad i Fortifikationen, sedan denna blivit en egen personalkår med generalkvartermästaren som chef. 1807 ersattes beteckningen med överstelöjtnant, men den återkom 1811-1812 inom Ingenjörskårens fältmätningsbrigad, som grad för den äldste överstelöjtnanten.